# Сила кохання Феріхи
Сила кохання Феріхи (тур. Adını Feriha Koydum) — турецький серіал, що з'явився на екранах України на початку лютого 2015 року, певним чином продовжуючи традицію показу турецьких серіалів на каналі 1+1 (перед тим йшов серіал Корольок — пташка співоча).

## Жанр серіалу
Не варто визначати жанр серіалу як мильна опера. Загалом, серіалу притаманна сентиментальність, яка схиляється до драми (у випадках, коли є загроза життю героя) ба навіть до трагічного пафосу, коли герой керується високою мораллю і обирає закон (чи звичай в Туреччині).

## В ролях
| Актор                    | Український дубляж            | Роль             | Характеристика |
| ------------------------ | ----------------------------- | ---------------- | --- |
| Вахіде Перчин            | Ніна Касторф                  | Зехра Їлмаз      | Мати Феріхи. В молодості вона була закохана в іншого, але її батько видав її заміж за Різу.                          |
| Хазал Кая                | Юлія Перенчук Олена Яблочна   | Феріха Їлмаз     | Донька слуги, яка вступила до найкращого університету Стамбула, закохана в Еміра, приховує своє фінансове становище. |
| Метін Чекмез             | Юрій Висоцький                | Різа Їлмаз       | Батько Феріхи, слуга в багатому будинку.                                                                             |
| Чагатай Улусой           | Андрій Федінчик               | Емір Саррафоглу  | Син власника нічних клубів. В нього закохані всі дівчата в університеті, але він кохає Феріху.                       |
| Деніз Угур               | Людмила Ардельян              | Санем Ілханли    | Мачуха Джансу. Всіма силами намагається позбутися Джансу.                                                            |
| Седеф Шахін              | Катерина Брайковська          | Джансу Ілханли   | Подруга Феріхи, донька багатої родини.                                                                               |
| Джейда Атеш              | Наталя Романько-Кисельова     | Ханде Гезгин     | Подруга Еміра і Корая, закохана в Еміра.                                                                             |
| Юсуф Акгюн               | Павло Скороходько             | Корай Онат       | Найкращий друг Еміра. Закоханий в Ханде. Пізніше одружився з Гюльсюм.                                                |
| Пелін Ерміш              | Анастасія Жарнікова-Зіновенко | Гюльсюм Онат     | Кузина Феріхи, дружина Корая.                                                                                        |
| Меліх Селчук             | Юрій Кудрявець                | Мехмет Їлмаз     | Брат-близнюк Феріхи, одружений з Сехер. Має складний характер.                                                       |
| Нешем Акхан              | Аліса Гур'єва                 | Сехер Їлмаз      | Дружина Мехмета. |
| Фейза Джівелек           | Дарина Муращенко              | Лара             | Подруга Джансу. |
| Ерай Йозбал / Мурат Онук | Михайло Жонін                 | Юнал Саррафоглу  | Батько Еміра. Розлучений.                                                                                            |
| Джихан Окан              | Євген Пашин                   | Орхан            | Працівник банку. |
| Гюльшах Фиринджіоглу     | Катерина Буцька               | Гюндже           | Подруга Феріхи. |
| Аху Сунгур               | Олена Узлюк                   | Айсун Саррафоглу | Мати Еміра та Джана.                                                                                                 |
| Айшегюль Уйгйнер         | Ірина Дорошенко               | Хатідже          | Тітка Феріхи, мати Гюльсюм.                                                                                          |

Українською мовою серіал дубльовано студією «1+1» у 2015 році.

## Трансляція в Україні
- З 26 січня по 30 квітня 2015 року на телеканалі 1+1, у будні о 17:10.
- З 16 квітня по 17 липня 2024 року на телеканалі Бігуді, у будні о 18:00.
- З 24 березня по 18 червня 2025 року на телеканалі Бігуді, у будні о 16:00.

## Сезони
| Сезон | Епізоди | Початок сезону | Фінал сезону | Канал   | Рік       |
| ----- | ------- | -------------- | ------------ | ------- | --------- |
| 1     | 1-24    | 6 січня        | 24 червня    | Show TV | 2011      |
| 2     | 25-67   | 9 вересня      | 29 червня    | Show TV | 2011-2012 |

## Цікаві факти
Як вже було зазначено, серіал продовжує традицію Корольок — пташка співоча, і ми бачимо в першій серій згадку про нього.[джерело?]